# 諏訪兼位
諏訪 兼位（すわ かねのり、1928年5月15日 - 2020年3月15日）は、日本の地球科学者。専門は岩石学・地質学。学位は、理学博士（名古屋大学・論文博士・1962年）（学位論文「領家変成帯の岩石学的及び地質学的研究」）。名古屋大学名誉教授、日本福祉大学名誉教授。日本アフリカ学会元会長。

## 経歴
鹿児島県鹿児島市生まれ。鹿児島県立第一鹿児島中学校 (旧制)、第七高等学校造士館 (旧制)を経て、1951年東京大学理学部地質学科卒業。
1962年、学位論文「領家変成帯の岩石学的及び地質学的研究」で、名古屋大学より理学博士の学位を取得。
その後、名古屋大学理学部地球科学教室教授、名古屋大学理学部学部長、日本福祉大学情報社会科学部学部長、日本福祉大学学長を歴任。1962年名古屋大学アフリカ調査団に参加し、それ以降アフリカ大陸の地質に関心をもち、大地溝帯などの研究を行った。
日本地質学会賞、渡邉萬次郎賞（日本岩石鉱物鉱床学会）、朝日歌壇賞受賞。
2020年3月15日、多臓器不全のため名古屋市の病院で死去。91歳没。

## エピソード
- 諏訪は短歌をよくし、朝日新聞の歌壇に投稿しては取り上げられ、全国版に印刷となっている。このため経歴欄にあるように、朝日歌壇賞も受賞している。著書の欄にあるように、歌集も発行している。
- スケッチも得意であり、幾つかの著書の中には、アフリカの大地のスケッチなども載っており、地球科学者の似顔絵を載せているものもある。自著の出版物の帯にスケッチを載せた例もある。

## 著書
- 『歌集 サバンナをゆく』恒人社、1992年。
- 『裂ける大地 アフリカ大地溝帯の謎』講談社選書メチエ、1997年、ISBN 4-06-258107-8。
- 『アフリカ大陸から地球がわかる』岩波ジュニア新書、2003年、ISBN 4-00-500431-8。
- 『科学を短歌によむ』岩波書店〈岩波科学ライブラリー〉、2007年、ISBN 978-4-00-007476-6。
- 『地球科学の開拓者たち』岩波書店〈岩波現代全書〉、2015年、ISBN 978-4-00-029153-8。
- 『岩石はどうしてできたか』岩波書店〈岩波科学ライブラリー〉、2018年

### 共著
- 坪井誠太郎・水谷伸治郎・都築芳郎共著『斜長石光学図表 - CHARTS OF PLAGIOCLASE OPTICS』 岩波書店、1977年、ISBN 4-00-005432-5。
- 黒田吉益共著『偏光顕微鏡と岩石鉱物 第2版』 共立出版、1983年、ISBN 4-320-04578-5。